# Zöldhelyi Anna
Zöldhelyi Anna (Zétény, 1897. január 14. – Budapest, 1965. február 11.) színésznő.

## Élete
Zöldhelyi Sámuel (1859–1937) uradalmi intéző és Krausz Ilona (Frida) gyermekeként született izraelita családban. Rákosi Szidi színiiskolájának elvégzése után 1917-től Aradon, majd Nagyváradon játszott. Rendszeresen vállalt beugrásokat, illetve vendégszerepléseket a Király Színházban, a Magyar Színházban és a Budai Színkörben. Nagy sikereket ért el a Royal Orfeumban énekszámaival. Az 1920-as évek végén a Pécsi Nemzeti Színház primadonnája volt, majd 1930-ban a Városi Színház szerződtette. 1930/31-ben Bukarestben vendégszerepelt, 1935-ben a Belvárosi Színházban, 1937-ben a Művész és a Városi Színházban játszott. Az 1930-as évek második felétől alig foglalkoztatták, ám a Rádió gyakori vendége volt a második világháború után is. Az 1956-os forradalom idején megsebesült. Halálát koszorúér-rögösödés okozta.
Férje Zilahy Pál színész volt, akivel 1919. július 24-én Debrecenben kötött házasságot. Később elvált tőle.

## Szerepei

### Színházi szerepei
- Kacsóh Pongrác: János vitéz – Iluska
- Kálmán Imre: Csárdáskirálynő – Sylvia
- Kálmán Imre: Marica grófnő

### Filmszerepei
- Falusi kislány Pesten (1919)
- Háromszázezer pengő az utcán (1937) – Brokát Bébi, primadonna
- Marika (1937) – színésznő
- Azurexpress (1938) – Poldi néni